# Dendrobium luxurians
Dendrobium luxurians är en orkidéart som beskrevs av Johannes Jacobus Smith. Dendrobium luxurians ingår i släktet Dendrobium, och familjen orkidéer. Inga underarter finns listade i Catalogue of Life.